# Женская сборная Югославии по баскетболу
Женская сборная Югославии по баскетболу — женская сборная команда Югославии, представлявшая эту страну на международных баскетбольных соревнованиях вплоть до её окончательного распада в начале XXI века. Сборная являлась призёром первенств мира и Европы по баскетболу, а также Олимпийских игр.

## История
В 1950-х годах женская сборная Югославии по баскетболу дебютировала на международной арене. но она не выигрывала медалей. В 1960-х годах сборная Югославии участвовала во всех международных турнирах, проводимых под эгидой ФИБА, но однажды только стала вице-чемпионом Европы. В 1970-х годах она завоевала серебряные и бронзовые медали первенства Европы по баскетболу. В 1980-х годах сборная Югославии стала серебряным и бронзовым призёром первенства Европы, а также занимала втрое и третье место на Олимпийских играх. В начале 1990-х годов женская сборная Югославии по баскетболу стала вице чемпионом первенств мира и Европы. Из-за санкций, введенных против Югославии, она пропускала международные соревнования с 1992 по 1994 год. После отмены санкций за сборную Югославии выступали баскетболистки Сербии и Черногории. В период с 2003 по 2006 год команда фактически выступала как сборная Сербии и Черногории.

## Результаты

### Олимпийские игры
- 1980  3°
- 1984 6°
- 1988  2°

### Чемпионат мира по баскетболу среди женщин
- 1959 4°
- 1964 6°
- 1967 6°
- 1990  2º
- 2002 12°

### Чемпионат Европы по баскетболу среди женщин
- 1954 5°
- 1956 9°
- 1958 4°
- 1960 5°
- 1962 5°
- 1964 7°
- 1966 6°
- 1968  2°
- 1970  3°
- 1972 8°
- 1974 8°
- 1976 5°
- 1978  2°
- 1980  3°
- 1981 4°
- 1983 4°
- 1985 5°
- 1987  2°
- 1989 4°
- 1991  2°
- 1995 : 1 тур°
- 1997 8°
- 1999 7°
- 2001 7°